# Ayrton Lucas Dantas de Medeiros
Ayrton Lucas Dantas de Medeiros, noto semplicemente come Ayrton Lucas (Carnaúba dos Dantas, 19 giugno 1997), è un calciatore brasiliano, difensore del Flamengo.

## Caratteristiche tecniche
È un terzino sinistro.

## Carriera

### Nazionale
Il 28 maggio 2023 viene convocato per la prima volta in nazionale maggiore, esordendo il 17 giugno successivo, disputando da titolare l'amichevole vinta 4-1 contro la Guinea.

## Statistiche

### Presenze e reti nei club
Statistiche aggiornate al 28 maggio 2025.
| Stagione             | Squadra              | Campionato           | Campionato | Campionato | Coppe nazionali | Coppe nazionali | Coppe nazionali | Coppe continentali | Coppe continentali | Coppe continentali | Altre coppe | Altre coppe | Altre coppe | Totale | Totale | Totale |
| Stagione             | Squadra              | Comp                 | Pres       | Reti       | Comp            | Pres            | Reti            | Comp               | Pres               | Reti               | Comp        | Pres        | Reti        | Pres   | Reti   |        |
| -------------------- | -------------------- | -------------------- | ---------- | ---------- | --------------- | --------------- | --------------- | ------------------ | ------------------ | ------------------ | ----------- | ----------- | ----------- | ------ | ------ | ------ |
| 2014                 | ABC                  | B                    | 0          | 0          | CB              | 0               | 0               | -                  | -                  | -                  | -           | -           | -           | 0      | 0      |        |
| 2015                 | Fluminense           | A/RJ+A               | 0+4        | 0          | CB              | 0               | 0               | -                  | -                  | -                  | PL          | 1           | 0           | 5      | 0      |        |
| 2016                 | Madureira            | A/RJ                 | 9          | 0          | CB              | 0               | 0               | -                  | -                  | -                  | -           | -           | -           | 9      | 0      |        |
| 2016                 | Fluminense           | A/RJ+A               | 0+2        | 0          | CB              | 0               | 0               | -                  | -                  | -                  | -           | -           | -           | 2      | 0      |        |
| 2017                 | Londrina             | A1/PR+B              | 16+33      | 1+2        | CB              | 0               | 0               | -                  | -                  | -                  | PL          | 4           | 0           | 53     | 3      |        |
| 2018                 | Fluminense           | A/RJ+A               | 11+28      | 0          | CB              | 2               | 0               | CS                 | 10                 | 0                  | -           | -           | -           | 51     | 0      |        |
| Totale Fluminense    | Totale Fluminense    | Totale Fluminense    | 11+34      | 0          |                 | 2               | 0               |                    | 10                 | 0                  |             | 1           | 0           | 58     | 0      |        |
| gen.-giu. 2019       | Spartak Mosca        | PL                   | 13         | 0          | CR              | 1               | 0               | -                  | -                  | -                  | -           | -           | -           | 14     | 0      |        |
| 2019-2020            | Spartak Mosca        | PL                   | 27         | 0          | CR              | 4               | 0               | UEL                | 4                  | 0                  | -           | -           | -           | 35     | 0      |        |
| 2020-2021            | Spartak Mosca        | PL                   | 27         | 2          | CR              | 2               | 1               | -                  | -                  | -                  | -           | -           | -           | 29     | 3      |        |
| 2021-mar. 2022       | Spartak Mosca        | PL                   | 21         | 1          | CR              | 1               | 0               | UCL+UEL            | 2+6                | 0                  | -           | -           | -           | 30     | 1      |        |
| Totale Spartak Mosca | Totale Spartak Mosca | Totale Spartak Mosca | 88         | 3          |                 | 8               | 1               |                    | 12                 | 0                  |             | -           | -           | 108    | 4      |        |
| 2022                 | Flamengo             | A/RJ+A               | 0+31       | 0+2        | CB              | 4               | 0               | CL                 | 6                  | 0                  | -           | -           | -           | 41     | 2      |        |
| 2023                 | Flamengo             | A/RJ+A               | 10+35      | 3+4        | CB              | 8               | 0               | CL                 | 7                  | 0                  | SdB+Cmc+RS  | 1+2+2       | 0           | 65     | 7      |        |
| 2024                 | Flamengo             | A/RJ+A               | 11+32      | 1+3        | CB              | 8               | 0               | CL                 | 9                  | 1                  | -           | -           | -           | 60     | 5      |        |
| 2025                 | Flamengo             | A/RJ+A               | 5+5        | 0+1        | CB              | 2               | 0               | CL                 | 4                  | 0                  | SdB+Cmc     | 0           | 0           | 16     | 1      |        |
| Totale Flamengo      | Totale Flamengo      | Totale Flamengo      | 26+103     | 4+10       |                 | 22              | 0               |                    | 26                 | 1                  |             | 5           | 0           | 182    | 15     |        |
| Totale carriera      | Totale carriera      | Totale carriera      | 320        | 20         |                 | 32              | 1               |                    | 48                 | 1                  |             | 10          | 0           | 410    | 22     |        |

### Cronologia presenze e reti in nazionale
| Cronologia completa delle presenze e delle reti in nazionale ― Brasile | Cronologia completa delle presenze e delle reti in nazionale ― Brasile | Cronologia completa delle presenze e delle reti in nazionale ― Brasile | Cronologia completa delle presenze e delle reti in nazionale ― Brasile | Cronologia completa delle presenze e delle reti in nazionale ― Brasile | Cronologia completa delle presenze e delle reti in nazionale ― Brasile | Cronologia completa delle presenze e delle reti in nazionale ― Brasile | Cronologia completa delle presenze e delle reti in nazionale ― Brasile |
| Data                                                                   | Città                                                                  | In casa                                                                | Risultato                                                              | Ospiti                                                                 | Competizione                                                           | Reti                                                                   | Note                                                                   |
| ---------------------------------------------------------------------- | ---------------------------------------------------------------------- | ---------------------------------------------------------------------- | ---------------------------------------------------------------------- | ---------------------------------------------------------------------- | ---------------------------------------------------------------------- | ---------------------------------------------------------------------- | ---------------------------------------------------------------------- |
| 17-6-2023                                                              | Cornellà de Llobregat                                                  | Brasile                                                                | 4 – 1                                                                  | Guinea                                                                 | Amichevole                                                             | -                                                                      |                                                                        |
| 20-6-2023                                                              | Lisbona                                                                | Brasile                                                                | 2 – 4                                                                  | Senegal                                                                | Amichevole                                                             | -                                                                      | 60’ 74’                                                                |
| Totale                                                                 |                                                                        | Presenze                                                               | 2                                                                      |                                                                        | Reti                                                                   | 0                                                                      |                                                                        |

## Palmarès

### Club

#### Competizioni statali
- Campionato carioca: 2

Flamengo: 2024, 2025
- Taça Guanabara: 2

Flamengo: 2024, 2025

### Competizioni nazionali
- Coppa del Brasile: 2

Flamengo: 2022, 2024
- Supercoppa del Brasile: 1

Flamengo: 2025

### Competizioni internazionali
- Coppa Libertadores: 1

Flamengo: 2022